# Schneidebrett

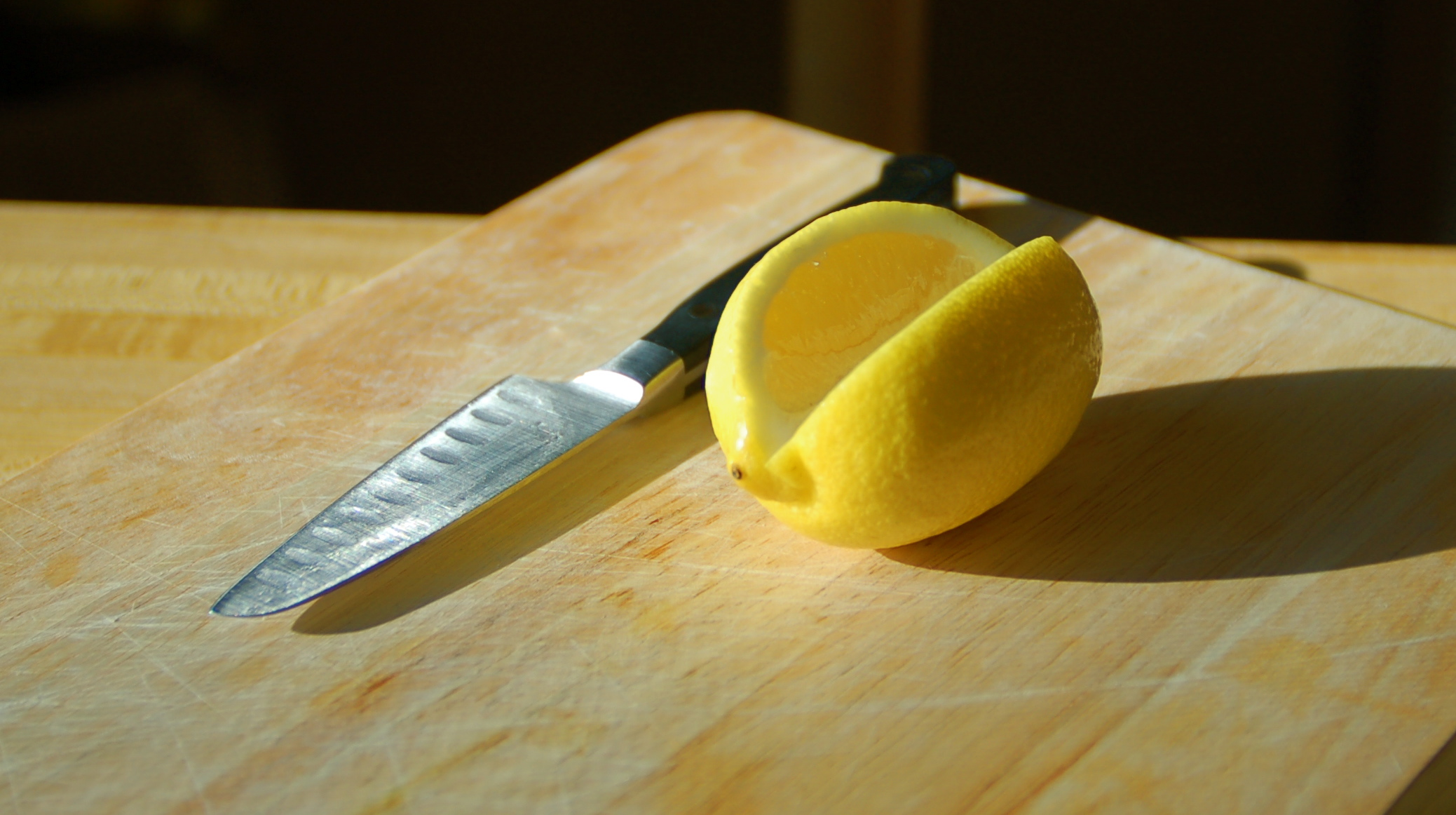
Schneidebrett mit Messer und Zitrone

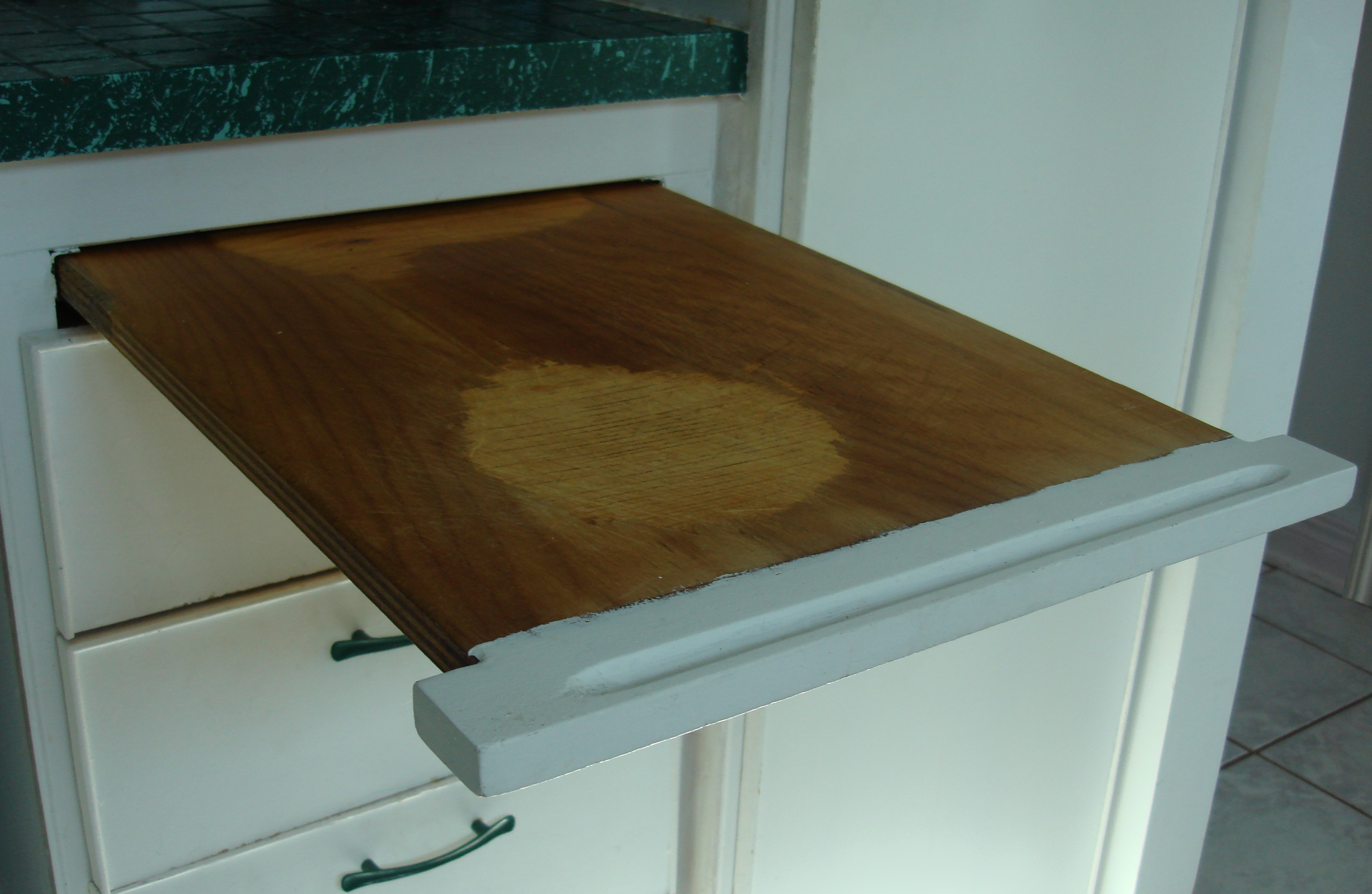
Herausziehbares Schneidebrett in einer englischen Küche, ca. 1960er Jahre

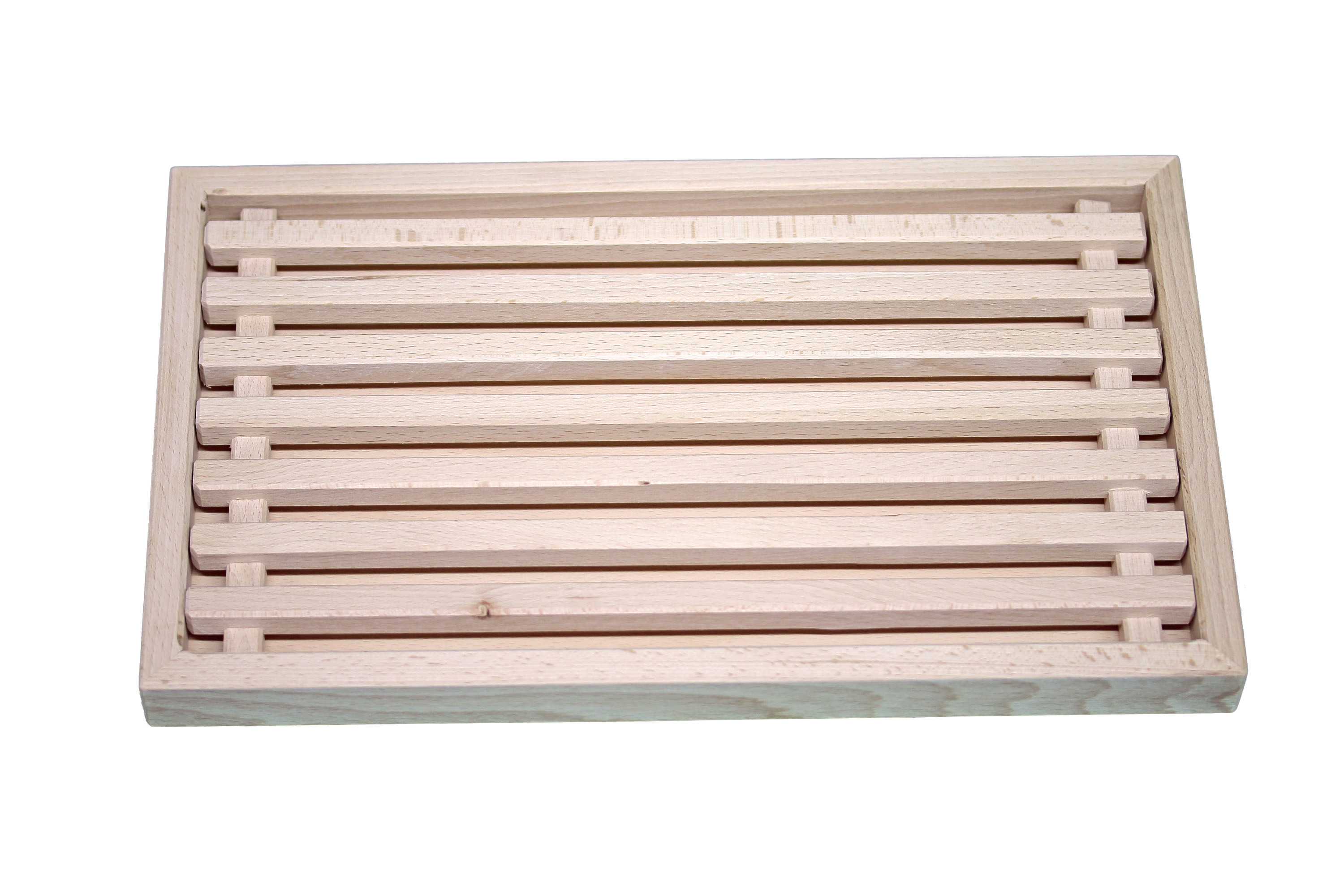
Schneidebrett für Brot

Ein Schneidebrett ist eine Unterlage zum Schneiden von Lebensmitteln. Es dient dazu, dass beim Schneiden weder der Tisch beschädigt noch das Messer stumpf wird. Eine Sonderform des Schneidebrettes ist das Jausenbrettl, das zwar ein konventionelles Schneidbrett ist, aber primär als Essgeschirr für die Jause und nur sekundär der Speisenzubereitung dient.
Schneidebretter werden in verschiedenen Abmessungen gefertigt: kleine Bretter zum Belegen von einzelnen Brotscheiben, ca. 15 × 21 cm („Brotbrett“, „Frühstücksbrett“), bis hin zu Brettern, auf denen große Fleischstücke Platz finden, ca. 50 × 60 cm. Einige Bretter werden mit einer umlaufenden „Saftrille“ versehen, die das Abfließen von Flüssigkeiten vom Brett verhindern sollen.
Manche Schneidebretter sind mit Fußleisten versehen bzw. so dick, dass die Arbeitshand einen freien Abstand zur Tischoberfläche hat, was das Arbeiten erleichtert und das Abschieben von Schnittgut auf z. B. einen Teller vereinfacht. Auch sind auf derartigen Brettern Hackarbeiten möglich. Ein Schneidebrett auf „Füßen“  auf dem Boden stehend, wird Hackstock genannt und ist im Fleischerhandwerk üblich. Dient das Brett eher zum Hacken von Kräutern und Gemüse, wird es auch Hackbrett genannt.
Schneidebretter sind meist aus Kunststoff oder Holz. Auch Glas und Keramik kommen zum Einsatz. Glas und Keramik sehen dekorativ aus und sind leicht zu reinigen (Geschirrspülmaschine). Der entscheidende Nachteil ist, dass das harte Material ein scharfes Messer bereits beim ersten Schnitt abstumpft und für gutes Arbeiten unbrauchbar macht. Derartige Bretter eignen sich aber sehr gut zum Anrichten und Darbieten. Schneidebretter aus Holz hingegen sollten nicht in einer Geschirrspülmaschine gereinigt werden. Wenn Wasser in das Holz eindringt, kann sich das Brett verziehen und außerdem können Risse entstehen.
Für platzsparendes Aufbewahren werden falt- und rollbare Matten aus Kunststoff angeboten, die den Namen „Brett“ aber nicht mehr verdienen (ihr Ursprung stammt aus dem graphischen Gewerbe).
Die Frage, ob Holz- oder Kunststoffbretter hygienischer sind, konnte bislang nicht eindeutig beantwortet werden.
Wie sich allerdings in einer jüngst in der Fachzeitschrift „Ecotoxicology and Public Health“ veröffentlichten Studie herausgestellt hat, sind Schneidebretter aus Kunststoff eine potenziell bedeutende Quelle für Mikroplastik in der menschlichen Nahrung, so das markante Ergebnis von Forschenden, die sich damit befasst haben. Für die Studie untersuchten die Wissenschaftler die Exposition von Menschen gegenüber Mikroplastik, während sie verschiedene Arten von Schneidebrettern zum Schneiden von Karotten verwendeten. Die Beobachtung ergab, dass sich bei jeder im Experiment vorkommenden Benutzung von Kunststoffschneidebrettern im Mittel 1.114 Mikroplastikpartikel (Kunststoffteile von weniger als 5 Millimetern Länge) auf den Möhren befanden. Aus der Studie geht hervor, dass dies 15 Milligramm Mikroplastik pro Schnitt bedeutet, also etwa 50 Gramm pro Jahr.
In der Gastronomie sind Schneidebretter farblich gekennzeichnet, damit unterschiedliche Lebensmittelgruppen (etwa Obst und Fleisch) nicht auf demselben Brett geschnitten werden.